# Rhythmbox
Rhythmbox ist ein freier Audioplayer, der zu den Standard-Anwendungen vieler GNU/Linux-Distributionen zählt. Er wird für Gnome entwickelt, aber auch unter vielen anderen Desktop-Umgebungen – vor allem solchen, die wie Gnome auf dem GTK+-Toolkit basieren (so zum Beispiel Unity oder auch Cinnamon) – eingesetzt.
Die Entwicklung von Rhythmbox begann im Jahr 2001 und war stark von dem im selben Jahr erschienenen iTunes inspiriert: es fungiert, ebenso wie dieses, als Player und zugleich als Datenbank zum Organisieren sowie Katalogisieren von Musiksammlungen.

## Funktionen
Rhythmbox verfügt über eine Plug-in-Schnittstelle, über die gewünschte Funktionen zugeschaltet bzw. nicht benötigte entfernt werden können; einige der im weiteren Verlauf genannten sind über standardmäßig installierte Erweiterungen realisiert. Eine Liste mit etlichen weiteren Plugins von Drittanbietern ist auf der offiziellen Website des Projektes zu finden.
Zurzeit bietet Rhythmbox (out of the box) folgende Funktionen:
- Wiedergabe zahlreicher Audioformate: Rhythmbox greift auf das GStreamer-Framework zurück und ist somit in der Lage, eine sehr große Palette an Audio- und Containerformaten zu lesen – vorausgesetzt die nötigen GStreamer-Plugins sind im System installiert[12]
- Wiedergabe sowie Rippen und – nach Aktivierung des Plugins Audio-CD-Recorder – Brennen von Audio-CDs
- Ansteuerung von FM-Tunern wie beispielsweise als Teil einer TV-Karte für UKW-Rundfunkempfang (Plugin FM-Radio)
- Empfang von Internet-Radiosendern
- Abonnement von Podcasts, Durchsuchen der Podcast-Verzeichnisse des Miro Guides sowie des iTunes Stores
- Durchsuchen und Abspielen von Titeln auf SoundCloud (Plugin SoundCloud)
- Abspielen und Kaufen von Musik des Magnatune-Labels (Plugin Magnatune-Musikladen)
- Scrobbling, also Übermittlung von Titelinformationen, an Libre.fm bzw. Last.fm (Plugin Last.fm)
- Zurverfügungstellung von Audiodateien und Zugriff auf verteilte Audiodateien im lokalen Netzwerk über das Digital Audio Access Protocol (Plugin DAAP-Musikverteilung)
- Übertragung von Audiodateien zu sowie Wiedergabe von Titeln auf MTP-Geräten wie z. B. Android-Smartphones (Plugin Tragbare Wiedergabegeräte - MTP) sowie iPods und iPhones (Plugin Tragbare Wiedergabegeräte - iPod)
- Erstellung statischer und dynamischer Wiedergabelisten
- Anzeige und – nach Aktivierung des Plugins Alben-Cover suchen – Laden von Alben-Covern aus dem Internet
- Anzeige und Laden von Liedtexten aus dem Internet (Plugin Liedtexte)
- Bearbeitung der Metadaten von Audiodateien
- Unterbrechungsfreie Wiedergabe von Audiodateien sowie Crossfading mit konfigurierbarer Überblendlänge
- Nutzung automatisierter Replay Gain Lautstärke-Normalisierung (Plugin ReplayGain)
- Versenden ausgewählter Titel per E-Mail (Plugin Titel senden)
- Steuerung des Players über einen Webbrowser (Plugin Web-Fernsteuerung) bzw. mittels Infrarot-Fernbedienung (Plugin LIRC)
- Ausgabe des aktuell wiedergegebenen Titels als Benutzerstatus in Empathy und Pidgin (Plugin Sofortnachrichten-Status)

## Versionsgeschichte
| 0.1                                                    | 9. März 2002  | The Double Merger Whammy                    | Maintainer: Bastien Nocera Erstveröffentlichung |
| 0.2                                                    | 14. Apr. 2002 |                                             | Neue Funktionen: Wiedergabe in zufälliger Reihenfolge (Shuffle); Suchfunktion für die Musiksammlung; konfigurierbare Spalten in Wiedergabelisten |
| 0.2.1                                                  | 14. Apr. 2002 |                                             | |
| 0.3.0                                                  | 7. Aug. 2002  |                                             | Neuer Maintainer: Jorn Baayen Internationalisierung und erste Übersetzungen |
| 0.4.0                                                  | 15. Nov. 2002 |                                             | Ersterscheinung des Benutzerhandbuchs; Gnome Tray-Icon Neue Funktionen: LIRC-Unterstützung zur Steuerung per Infrarot-Fernbedienung; Titel-Bewertung; Wiedergabestatistik |
| 0.4.1                                                  | 12. Dez. 2002 |                                             | |
| 0.5.0                                                  | 16. Aug. 2003 |                                             | Neuer Maintainer: Colin Walters Merge mit dem Fork netRhythmbox Neue Funktionen: Internetradio-Unterstützung; Sound-Juicer-Integration zum Rippen von Audio-CDs; Unterstützung von FLAC-Metadaten                                                                                       |
| 0.5.1                                                  | 18. Aug. 2003 | You can have your keys back, I guess        | |
| 0.5.2                                                  | 27. Aug. 2003 |                                             | |
| 0.5.3                                                  | 4. Sep. 2003  |                                             | |
| 0.5.4                                                  | 27. Okt. 2003 | Morsel                                      | |
| 0.6.0                                                  | 11. Nov. 2003 | The Universe Is Finite                      | Neue Funktion: dynamische Wiedergabelisten |
| 0.6.1                                                  | 21. Nov. 2003 | Squish, Click, Squish, Squish, Click        | Neue Funktion: Unterstützung von MP4-Metadaten |
| 0.6.2                                                  | 18. Dez. 2003 |                                             | |
| 0.6.3                                                  | 22. Dez. 2003 | Sneaking                                    | |
| 0.6.4                                                  | 8. Jan. 2004  | Waiting for 0.7.0                           | |
| 0.6.5                                                  | 22. Jan. 2004 | Grab Bag                                    | |
| 0.7.0                                                  | 6. Feb. 2004  | My, your music looks tasty…                 | Versuch, ein neues Versionsschema zu etablieren: ab nun sollten gerade Nebenversionsnummern für stabile, ungerade für Entwicklerversionen verwendet werden (spätestens ab Version 0.9.0 wurde diese Idee aber offensichtlich wieder verworfen). Neue Funktion: ReplayGain-Unterstützung |
| 0.6.6                                                  | 27. Feb. 2004 |                                             | |
| 0.6.7                                                  | 27. Feb. 2004 |                                             | |
| 0.7.1                                                  | 16. März 2004 | On The Road Again                           | Neue Funktion: Unterstützung von iPods |
| 0.6.10                                                 | 28. März 2004 |                                             | |
| 0.7.2                                                  | 2. Apr. 2004  |                                             | |
| 0.8.0                                                  | 16. Apr. 2004 |                                             | |
| 0.8.1                                                  | 20. Apr. 2004 |                                             | |
| 0.8.2                                                  | 30. Apr. 2004 |                                             | |
| 0.8.4                                                  | 18. Mai 2004  |                                             | |
| 0.8.5                                                  | 24. Juni 2004 |                                             | |
| 0.9.0                                                  | 10. Aug. 2005 |                                             | Neue Funktionen: Brennen von Audio-CDs; Bearbeitung von Metadaten |
| 0.9.1                                                  | 16. Okt. 2005 |                                             | Neue Funktion: Unterstützung des Digital Audio Access Protocol |
| 0.9.2                                                  | 28. Nov. 2005 |                                             | Neuer Maintainer: James Livingston Neue Funktionen: Podcast- und Audioscrobbler-Unterstützung |
| 0.9.3                                                  | 2. Feb. 2006  |                                             | Nutzung von GStreamer 0.10 Neue Funktionen: Unterstützung von MP3-Playern; Wiedergabe-Warteschlange |
| 0.9.3.1                                                | 4. Feb. 2006  |                                             | |
| 0.9.4                                                  | 16. Apr. 2006 |                                             | Neues Plugin: Python-Konsole Neue Funktionen: ID3-Tag-Bearbeitung; Party-Modus |
| 0.9.5                                                  | 18. Juni 2006 |                                             | Neue Plugins: Alben-Cover, Liedtexte Neue Funktionen: Vorbis-comment-Bearbeitung; Befehlszeilen-Programm rhythmbox-client |
| 0.9.6                                                  | 1. Okt. 2006  | Live from the shores of lake Burley-Griffin | |
| 0.9.7                                                  | 18. Dez. 2006 | I love Perth                                | Neue Plugins: Magnatune-Musikladen, Last.fm |
| 0.9.8                                                  | 21. Feb. 2007 | Type slowly                                 | Neues Plugin: Audiovisualisierung Neue Funktion: Unterstützung des Jamendo-Onlinekatalogs |
| 0.10.0                                                 | 3. Apr. 2007  | The City Above                              | |
| 0.10.1                                                 | 28. Mai 2007  | Diamond in the rough                        | |
| 0.11.0                                                 | 29. Mai 2007  | Rough in the diamond                        | Neue Funktionen: Unterbrechungsfreie Wiedergabe; Überblendung |
| 0.11.1                                                 | 26. Juni 2007 | <codename:insert/>                          | Neue Funktion: Unterstützung für MTP und damit Android-Geräte (wird in Version 3.3 überarbeitet in ein Plugin ausgelagert) |
| 0.11.2                                                 | 15. Sep. 2007 | Inverted Ouroboros                          | |
| 0.11.3                                                 | 8. Nov. 2007  | Splinter                                    | Neues Plugin: FM-Radio |
| 0.11.4                                                 | 21. Dez. 2007 |                                             | Unterstützung automatischer Installation von GStreamer-Plugins |
| 0.11.5                                                 | 16. März 2008 |                                             | |
| 0.11.6                                                 | 7. Juli 2008  | Haunt You Down                              | |
| 0.12.0                                                 | 19. März 2009 | Flood Victim                                | Neuer Maintainer: Jonathan Matthew Neues Plugin: Audio-CD-Recorder |
| 0.12.1                                                 | 28. Apr. 2009 | Easily Fooled                               | |
| 0.12.2                                                 | 31. Mai 2009  | We Are Underused                            | Neues Plugin: Sofortnachrichten-Status Neue Funktionen: Unterstützung von in Metadaten eingebettete Albumbilder |
| 0.12.3                                                 | 5. Juli 2009  | Perfect Depth                               | |
| 0.12.4                                                 | 25. Aug. 2009 | Raft                                        | |
| 0.12.5                                                 | 18. Sep. 2009 | Stop Breathin                               | |
| 0.12.6                                                 | 22. Nov. 2009 | Range Life                                  | |
| 0.12.7                                                 | 28. Feb. 2010 | It's a Hectic World                         | Neues Plugin: Titel senden (zum Versenden per E-Mail oder Sofortnachricht) |
| 0.12.8                                                 | 28. März 2010 | Extradition                                 | Neue Funktion: Suche nach Albumbildern auf Last.fm |
| 0.13.0                                                 | 2. Juli 2010  | Albatross                                   | Neues Logo Neue Funktionen: Synchronisation der Musiksammlung, von Wiedergabelisten bzw. Podcasts mit mobilen Endgeräten; Unterstützung zusätzlicher Metadaten; Anzeige von HTML-Podcast-Episodenbeschreibungen (nutzt WebKit)                                                          |
| 0.13.1                                                 | 6. Sep. 2010  | So Tired                                    | |
| 0.13.2                                                 | 31. Okt. 2010 | Dagger                                      | Neues Plugin: Zeitgeist Neue Funktion: Unterstützung des Digital Audio Control Protocol (DACP) |
| 0.13.3                                                 | 16. Jan. 2011 | Country Rain                                | |
| 2.95                                                   | 15. Jan. 2012 | In Mind                                     | Gnome 3 Kompatibilität Neues Plugin: Grilo (für UPNP-Unterstützung) |
| 2.96                                                   | 11. März 2012 | Spanish Air                                 | |
| 2.97                                                   | 3. Juni 2012  | Blue Skied an' Clear                        | Nutzung von libmusicbrainz zum Nachschlagen von Audio-CD Metadaten Neue Funktion: Podcast-Plugin unterstützt nun die iTunes- und Miroguide-Suche |
| 2.98                                                   | 30. Sep. 2012 | Faults                                      | Grilo-Plugin verwendet nun Grilo 0.2; neue Metadaten-Nachschlagsbibliothek Neue Funktion: neuer Dialog zum Import von Musikdateien |
| 2.99                                                   | 7. Apr. 2013  | Future Delay Thinking                       | Nutzung von GStreamer 1.0 |
| 2.99.1                                                 | 13. Apr. 2013 | Strip Light Hate                            | |
| 3.0                                                    | 4. Sep. 2013  | I Eat Tapes                                 | Plugins nutzen nun Python 3 Neue Funktionen: überarbeitete Benutzeroberfläche; Unterstützung zusätzlicher Metadaten |
| 3.0.1                                                  | 13. Okt. 2013 | I Am Nice To Tapes                          | |
| 3.0.2                                                  | 23. März 2014 |                                             | |
| 3.0.3                                                  | 25. Mai 2014  | Devilfish                                   | |
| 3.1                                                    | 28. Sep. 2014 |                                             | Kompatibilität mit GTK+ 3.14 |
| 3.2                                                    | 29. März 2015 |                                             | Neues Plugin: Soundcloud Neue Funktionen: Albumbilder können nun gelöscht, neu abgerufen und manuell hinzugefügt werden; Unterstützung zusätzlicher Metadaten |
| 3.2.1                                                  | 19. Apr. 2015 |                                             | |
| 3.3                                                    | 24. Jan. 2016 |                                             | Neues Plugin: Tragbare Wiedergabegeräte – MTP (nutzt gvfsd-mtp) |
| 3.3.1                                                  | 3. Apr. 2016  |                                             | Besserer Umgang mit gesperrten Android-Geräten; vereinfachte und stabilere ReplayGain-Verarbeitung; Wechsel von WebKit zu WebKit2 |
| 3.4                                                    | 14. Aug. 2016 |                                             | WebKit wird nicht mehr verwendet; Grilo-Plugin nutzt nun Grilo 0.3; besseres Handling von Tastenkombinationen Neues Plugin: Web-Fernsteuerung Neue Funktion: Soundcloud-Plugin erlaubt jetzt Pausieren, außerdem ergebnisreichere Suchfunktion                                          |
| 3.4.1                                                  | 10. Sep. 2016 |                                             | |
| 3.4.2                                                  | 8. Okt. 2017  |                                             | Plugin zur Audiovisualisierung entfernt |
| 3.4.3                                                  | 30. Dez. 2018 |                                             | Bessere Unterstützung von Android-Geräten |
| 3.4.4                                                  | 20. Jan. 2020 |                                             | Unterstützt Albumcover von coverartarchive.org. Nutzung von HTTPS. Listenbrainz-Erweiterung hinzugefügt, Sendto-Erweiterung entfernt. |
| Legende:Alte VersionAktuelle VersionZukünftige Version |               |                                             | |